# Angelo Talocci
Angelo Talocci, né à Rome le 7 mars 1958 et mort dans la même ville le 4 février 2018, est un  compositeur italien.

## Biographie
Après ses études classiques, Angelo Talocci s'inscrit en 1975 à la Société italienne des auteurs et éditeurs (SIAE), commençant ainsi une carrière compositeur de bandes sonores pour le cinéma et la télévision. Sa production, qui comprend des chansons originales pour le cinéma et la télévision et des génériques pour les publicités et les émissions de télévision, comprend  de nombreux airs dans tous les genres musicaux.

## Filmographie
- Tout est fini entre nous (Tra noi due tutto è finito), film franco-italien réalisé par Furio Angiolella (de) et sorti en 1994.